# Comuna Mala Pereșcepîna, Novi Sanjarî
Mala Pereșcepîna (în ucraineană Мала Перещепина) este o comună în raionul Novi Sanjarî, regiunea Poltava, Ucraina, formată din satele Kustolove Perșe, Mala Pereșcepîna (reședința), Mankivka, Prîstanțiine și Velîke Boloto.

## Demografie
Componența lingvistică a comunei Mala Pereșcepîna
     Ucraineană (96,66%)
     Rusă (2,93%)
     Alte limbi (0,25%)
Conform recensământului din 2001, majoritatea populației comunei Mala Pereșcepîna era vorbitoare de ucraineană (96,66%), existând în minoritate și vorbitori de rusă (2,93%).